# Richard Goode
Richard Goode (New York, 1º giugno 1943) è un pianista classico statunitense, noto specialmente per le sue interpretazioni beethoveniane.

## Biografia
Goode nacque in East Bronx, New York. Studiò pianoforte con Elvira Szigeti, Claude Frank, Nadia Reisenberg al Mannes College The New School for Music, e con Rudolf Serkin e Mieczysław Horszowski al Curtis Institute. Ha vinto numerosi premi, fra i quali è importante ricordare il Primo Premio nel Clara Haskil Competition nel 1973 e l'Avery Fisher Prize nel 1980.
Nel 1983 vince il Grammy Award for Best Chamber Music Performance per l'album del 1982 con Richard Stoltzman: Brahms, The Sonatas For Clarinet And Piano, Op. 120 per la RCA Red Seal.
Ha al suo attivo numerose registrazioni, fra le quali è opportuno segnalare i Concerti per Pianoforte e Orchestra di Wolfgang Amadeus Mozart, suonati con l'Orpheus Chamber Orchestra, e musiche pianistiche di autori come Schubert, Schumann, Brahms e Bach. È interessante ricordare che Richard Goode è stato il primo pianista statunitense ad incidere l'integrale delle Sonate per Pianoforte di Ludwig van Beethoven. Partecipa regolarmente a importanti Festival musicali, ricevendo sempre favori da parte del pubblico e della critica. È co-direttore artistico, con Mitsuko Uchida, della Marlboro Music School e del Marlboro Music Festival. Ha eseguito in prima esecuzione assoluta diverse composizioni a lui dedicate da Carlos Chavez, George Perle, Robert Helps e altri. Fra i suoi colleghi nell'ambito delle sue performance cameristiche, ricordiamo Dawn Upshaw, Richard Stoltzman, Alexander Schneider e molti altri. Goode è sposato con la violinista Marcia Weinfeld.
A Salisburgo nel 1993 esegue il Concerto per pianoforte e orchestra n. 19 e il Rondò per pianoforte e orchestra di Mozart.
Per il Teatro La Fenice di Venezia tiene un recital nel 2001 nella Scuola Grande di San Giovanni Evangelista ed uno nel 2003 al Teatro Malibran.
Nel 2011 esegue il Concerto per pianoforte e orchestra n. 25 di Mozart alla Carnegie Hall per il Metropolitan Opera House di New York diretto da Fabio Luisi.